# Melonie Diaz
Melonie Diaz (Nueva York, 25 de abril de 1984) es una actriz conocida por su papel de Charmed. Ha aparecido en muchas películas independientes, incluyendo cuatro apariciones en el Festival de Cine de Sundance.

## Primeros años
Diaz nació en la ciudad de Nueva York, y fue criada por padres de ascendencia puertorriqueña junto con su hermana mayor en el Lower East Side. Se interesó en la actuación en el Henry Street Settlement y posteriormente asistió a la escuela profesional de Artes Escénicas en Manhattan.
Completó una licenciatura en producción de películas en la Tisch School of the Arts en Nueva York y ha hecho numerosas apariciones en off-Broadway, incluyendo Medea en el Bullet Space, el teatro Festival Hip Hop, en P.S. 122 y en el New York City Fringe Festival.

## Carrera
Inició su carrera de actriz con una actuación en una película de Tom DiCillo llamada Double Whammy (2001) y más tarde en la película de Jim McKay y Hannah Weyer From an Objective Point of View y con Peter Sollett en Raising Victor Vargas (2002). Trabajó en la televisión en un solo episodio de Law & Order y en el piloto de Queens Supreme (2003).
Sus papeles de gran avance vinieron como Blanca en la película Lords of Dogtown de Catherine Hardwicke (2005) y como Laurie en A Guide to Recognizing Your Saints de Dito Montiel que le valió una nominación al Independent Spirit Award por mejor actriz de reparto. Posteriormente fue elegida por Jamie Babbit para el rol principal de Anna en Itty Bitty Titty Committee (2007) así como un papel en Hamlet 2, Be Kind Rewind y American Son (2008). Apareció en el video "We Got Hood Love" de Mary J. Blige el cual debutó en 2010.
En 2012, protagonizó una comedia romántica independiente, She Wants Me con Josh Gad y Kristen Ruhlin. En 2013, apareció en Fruitvale Station, una película basada en el asesinato de Oscar Grant. La película se estrenó en el Festival de Cine de Sundance de 2013, donde obtuvo el premio de Gran Jurado: Drama y el premio de la Audiencia. La película tuvo su premier internacional en el Festival de Cannes 2013, donde fue presentada en la sección Una cierta mirada. Por su trabajo en la película fue nominada en los Independent Spirit Awards como mejor actriz de reparto. 
Ha expresado un deseo de volver a Tisch para finalizar su carrera en cine, citando la directora Kathryn Bigelow como fuente de inspiración.
En 2014 apareció brevemente en un episodio de Girls como Season y amiga de Jessa Johansson. Ese mismo año apareció en la película de Ryan Piers Williams X/Y junto a America Ferrera, así como en The Cobbler junto a Adam Sandler.

## Filmografía
| Cine       | Cine                                     | Cine                | Cine                                                             |
| Año        | Película                                 | Papel               | Notas                                                            |
| ---------- | ---------------------------------------- | ------------------- | ---------------------------------------------------------------- |
| 2001       | Double Whammy                            | Maribel Benítez     |                                                                  |
| 2002       | From an Objective Point of View          | Kelly               |                                                                  |
| 2002       | Raising Victor Vargas                    | Melonie             |                                                                  |
| 2005       | Lords of Dogtown                         | Blanca              |                                                                  |
| 2006       | A Guide to Recognizing Your Saints       | Young Laurie        |                                                                  |
| 2006       | Emil                                     | Unnamed Actress     |                                                                  |
| 2007       | Itty Bitty Titty Committee               | Anna                |                                                                  |
| 2007       | Remember the Daze                        | Brianne             |                                                                  |
| 2007       | Feel the Noise                           | Mimi                |                                                                  |
| 2008       | American Son                             | Cristina            |                                                                  |
| 2008       | I'll Come Running                        | Veronica            |                                                                  |
| 2008       | Assassination of a High School President | Clara               |                                                                  |
| 2008       | Be Kind Rewind                           | Alma                |                                                                  |
| 2008       | Hamlet 2                                 | Ivonne              |                                                                  |
| 2008       | Nothing Like the Holidays                | Marissa             |                                                                  |
| 2012       | She Wants Me                             | Gwen                |                                                                  |
| 2012       | Supporting Characters                    | Liana               |                                                                  |
| 2012       | Save the Date                            | Isabelle            |                                                                  |
| 2013       | Fruitvale Station                        | Sophina             | Nominada - Independent Spirit Award a la mejor actriz de reparto |
| 2014       | X/Y                                      | Jen                 |                                                                  |
| 2014       | The Cobbler                              | Carmen Herrara      |                                                                  |
| 2016       | Ghost Team                               | Ellie               |                                                                  |
| 2016       | The Belko Experiment                     | Dany Wilkins        |                                                                  |
| 2017       | And Then I Go                            | Ms. Meier           |                                                                  |
| 2024       | Cold Wallet                              | Eva                 |                                                                  |
| Televisión |                                          |                     |                                                                  |
| Año        | Título                                   | Papel               | Notas                                                            |
| 2003       | Queen's Supreme                          | Mr. Diaz's Daughter | "Pilot"                                                          |
| 2003       | Law & Order                              | Bettina             | "Ill-Conceived"                                                  |
| 2010       | Nip/Tuck                                 | Ramona Perez        | "Dr. Griffin", "Edith and Walter Krieger", "Hiro Yoshimura"      |
| 2010       | CSI: Miami                               | Ivonne Hernandez    | "Manhunt"                                                        |
| 2011       | Person of Interest                       | Paula Vasquez       | "Number Crunch"                                                  |
| 2014       | Girls                                    | Season              | "Dead Inside"                                                    |
| 2016       | The Breaks                               | Damita              | Temporada 1                                                      |
| 2017       | Room 104                                 | Meg                 | "Ralphie"                                                        |
| 2018-2022  | Charmed                                  | Mel Vera            | Personaje principal                                              |

## Nominaciones
| Nominaciones | Nominaciones                       | Nominaciones              | Nominaciones            | Nominaciones |
| Año          | Película                           | Premio                    | Categoría               | Resultado    |
| ------------ | ---------------------------------- | ------------------------- | ----------------------- | ------------ |
| 2007         | A Guide to Recognizing Your Saints | Independent Spirit Awards | Mejor actriz de reparto | Nominada     |
| 2014         | Fruitvale Station                  | Independent Spirit Awards | Mejor actriz de reparto | Nominada     |
| 2014         | Fruitvale Station                  | Black Reel Awards         | Mejor actriz de reparto | Nominada     |
| 2014         | Fruitvale Station                  | Black Reel Awards         | Mejor actriz revelación | Nominada     |